# Réserve marine de La Graciosa et des îlots du nord de Lanzarote
La réserve marine de La Graciosa et des îlots du nord de Lanzarote est une aire marine protégée créée au nord de l'île de Lanzarote sur les Îles Canaries en 1995,.
Cette réserve marine est une Zone spéciale de conservation (ZSC) et une Zone de protection spéciale (ZPS) du réseau Natura 2000 définie par la Convention de Ramsar visant la conservation des types d'habitats et des espèces animales et végétales.

## Description

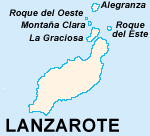
Plan des îles et îlots de la réserve.

Cette réserve marine s'étend dans l'océan Atlantique et couvre le nord de l'île de Lanzarote, La Graciosa et les îlots de l'archipel de Chinijo (Alegranza, Montaña Clara, Roque del Este et Roque del Oeste). C'est la plus grande de toutes les réserves marines espagnoles avec une surface de plus de 70 000 ha.
Ses fonds sont moins profonds que ceux des deux autres réserves marines des îles Canaries. Autour d'elles se trouve une plateforme aux eaux sont riches en nutriments qui confère à cette zone une grande biodiversité (elle est riche en espèces, notamment pour les espèces présentant un intérêt pour la pêche).
Cette réserve vise la régénération des ressources ciblées par l'activité de pêche considérée comme la plus traditionnelle de la zone et dont les engins de pêche permettent des captures plus sélectives. Elle a été déclarée réserve marine par le Ministère de l'Agriculture le 19 mai 1995.

## Faune et flore
Les fonds rocheux sont tapissés d'algues dont la Cymodocea nodosa, la Paramuricea clavata et la Eunicella cavolini (gorgone rouge et jaune). Dans certaines zones, la couverture algale a connu une régression notable à cause de l'oursin à longues épines (Diadema antillarum). Ils abritent de nombreuses espèces animales comme la grande cigale de mer (Scyllarides latus) et les huîtres épineuses (Spondylus). Les espèces typiques de poissons sont le mérou (Epinephelus marginatus) et le  Bodianus scofra, et les espèces pélagiques telles que les orphies (Belone belone, les sérioles (Seriola)...

## Galerie

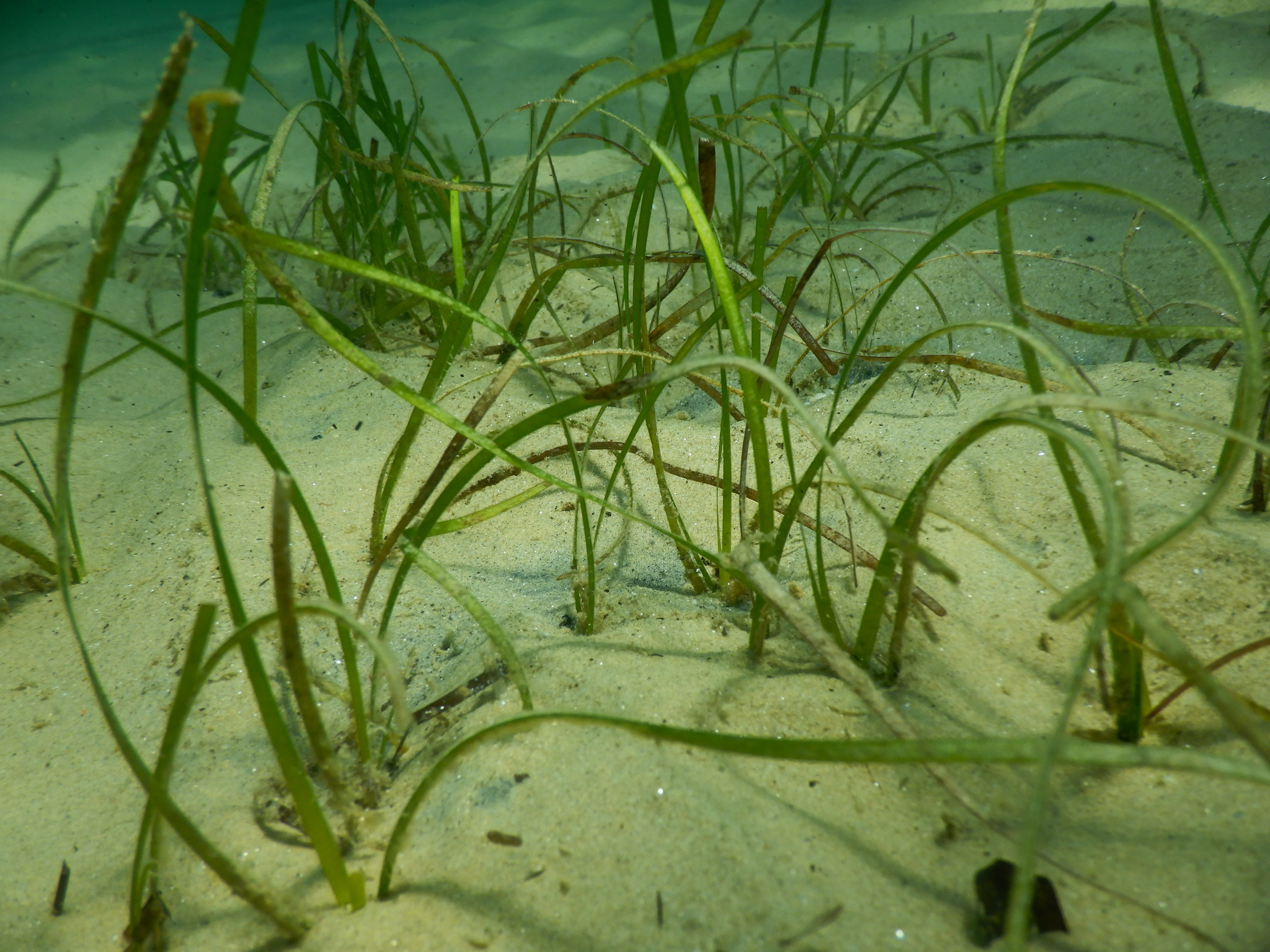
Cymodocea nodosa
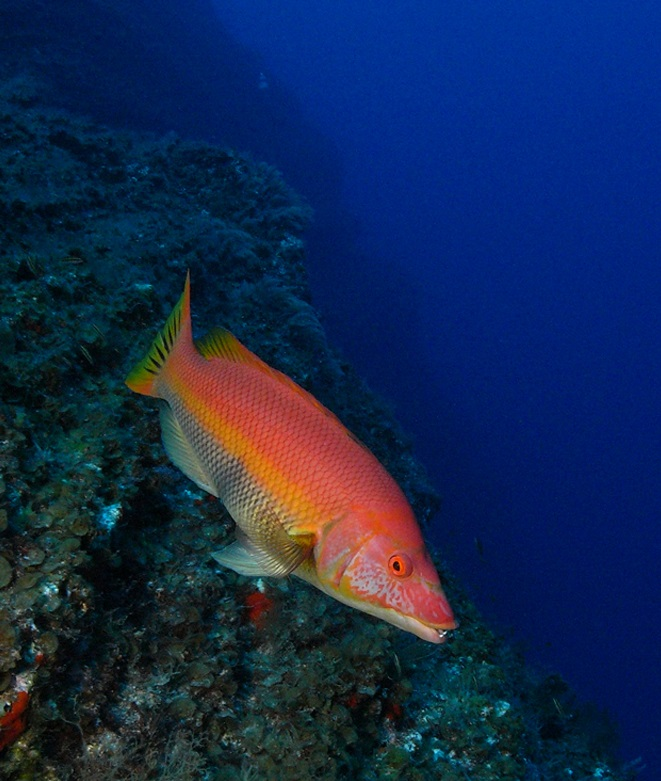
Bodianus scofra
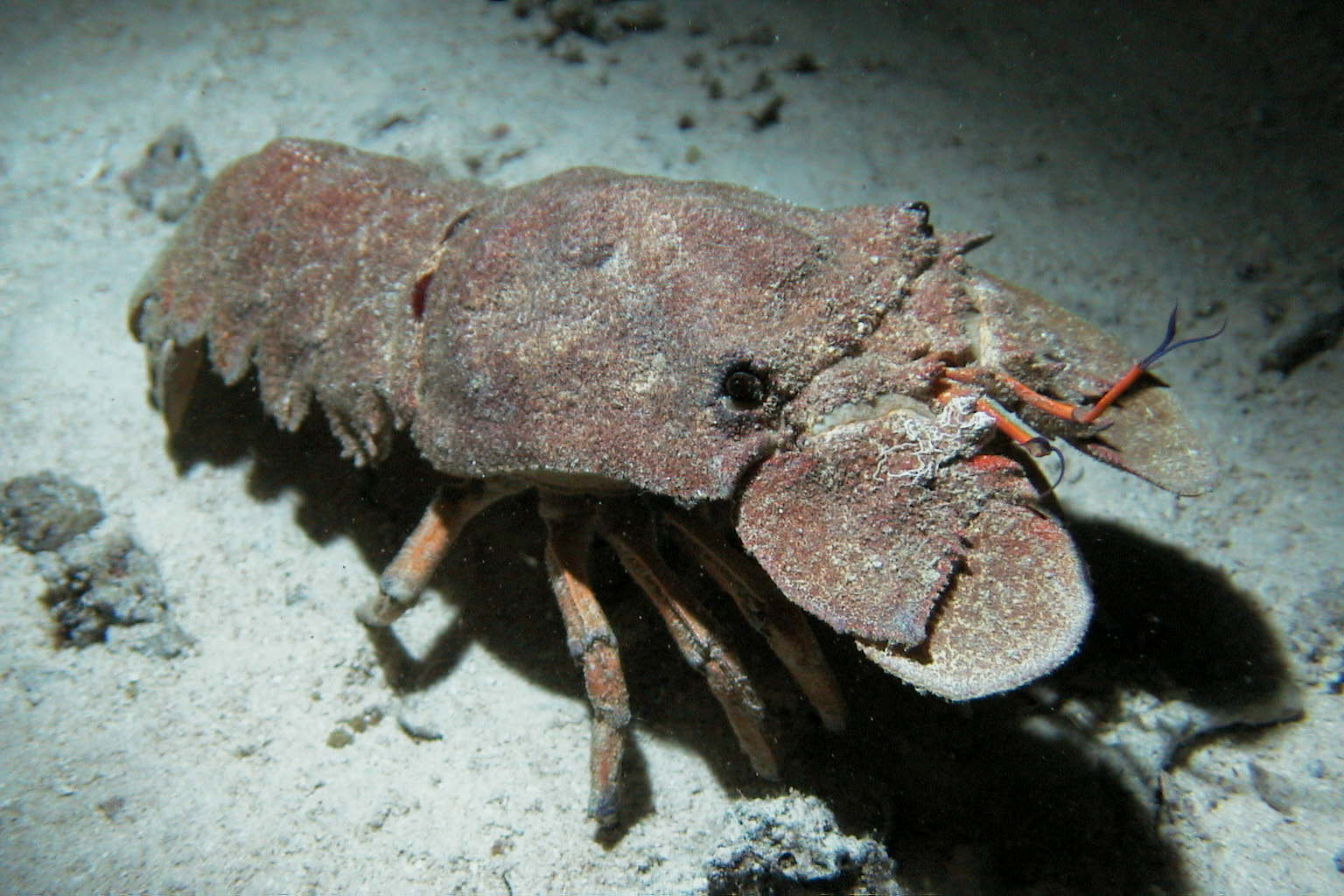
Cigale de mer
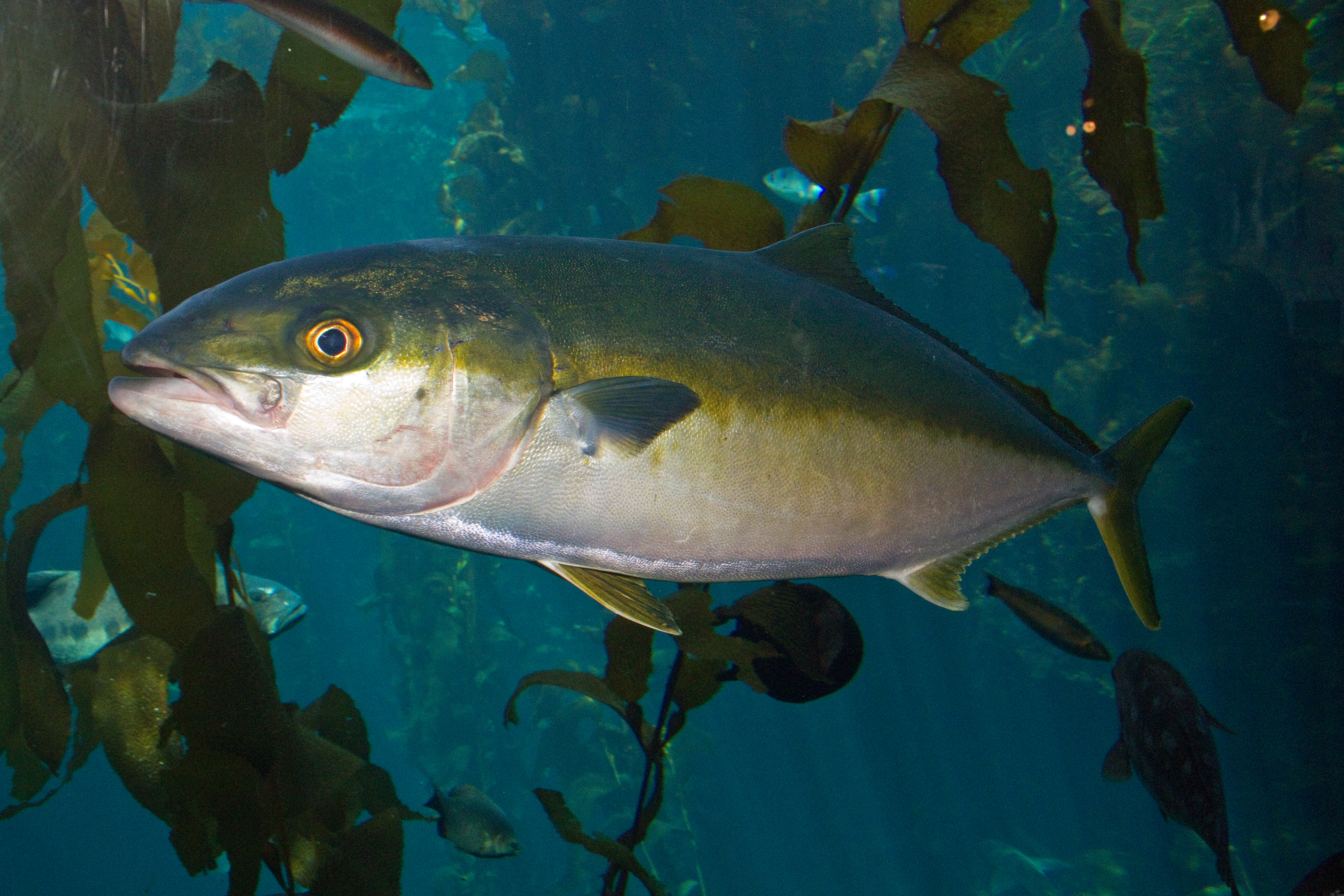
Sériole